# 7564 Gokumenon
7564 Gokumenon eller 1988 CA är en asteroid i huvudbältet som upptäcktes den 7 februari 1988 av den indiske astronomen Rajgopalan Rajamohan vid Vainu Bappu Observatory. Den är uppkallad efter indiern M. G. K. Menon.
Asteroiden har en diameter på ungefär 8 kilometer.